# Jean-Baptiste Madou
Pour les articles homonymes, voir Madou.
Jean-Baptiste Madou, né le 3 février 1796 à Bruxelles où il meurt le 3 avril 1877 , est un peintre, illustrateur, lithographe et aquafortiste belge.

## Biographie

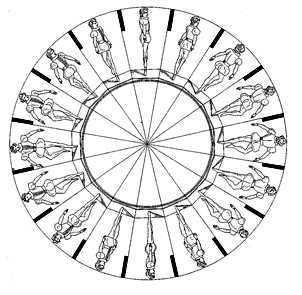
Disque de Phénakistiscope.

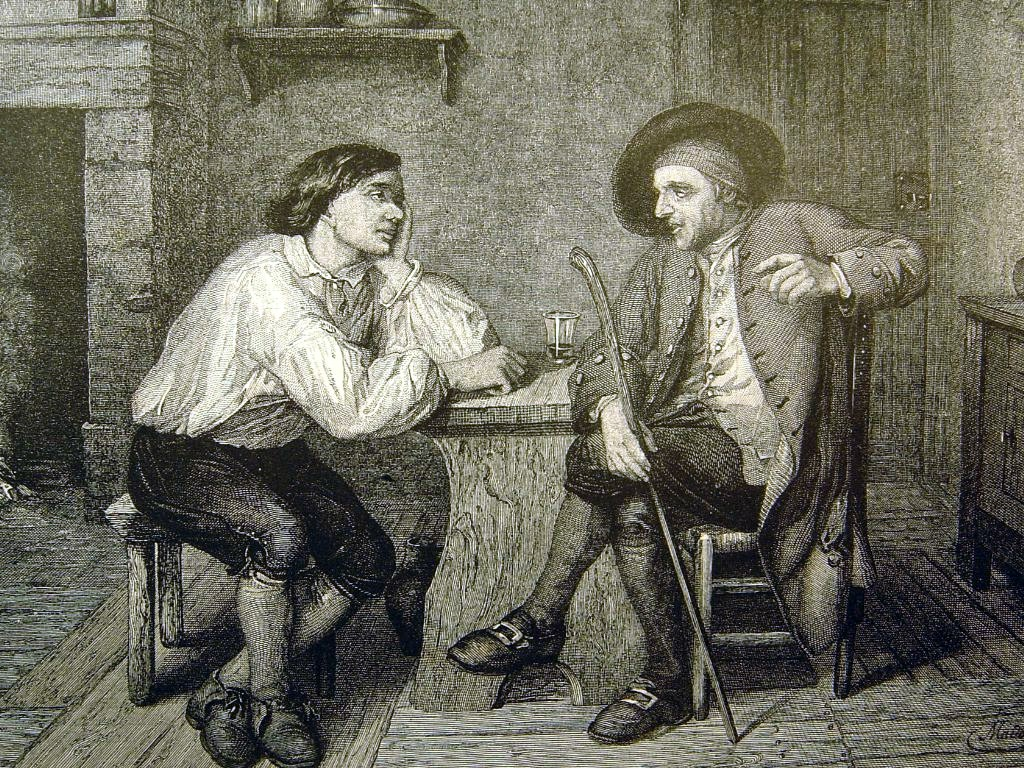
Le bon conseil par Madou.

Jean-Baptiste Madou naît dans un vieux quartier de Bruxelles, rue de la Braie. De parents modestes, il reçoit une éducation soignée. Par l’intervention de la comtesse d’Allegambe, Madou est admis dans l’atelier de Pierre-Célestin François, professeur à l’Académie de Bruxelles, dont François-Joseph Navez est un des plus anciens disciples.
Malgré son talent (il gagne déjà un prix au Salon de 1813), la situation précaire de J.-B. Madou lui fait accepter un poste d’expéditionnaire au département des finances, à la constitution des Pays-Bas en 1814. Soutien de veuve, il ne peut accepter des propositions d’avancement qui l’eussent obligé de quitter Bruxelles. Il ne cesse cependant de s’adonner à l’étude du dessin et de la musique et, chargé de la confection de la carte des frontières des Pays-Bas comme dessinateur calligraphe à la division topographique du département de la guerre, dont le siège est à Courtrai, il acquiert une notoriété suffisante pour obtenir en 1818 le titre de membre honoraire de la Société des beaux-arts, avec faculté de participer aux expositions. 
À dater de 1820, Madou participe à la création de l’établissement lithographique de Marcellin Jobard, ingénieur et géomètre français à l'origine de l'expansion de la lithographie en Belgique, qui l'engage comme dessinateur lithographe. Il est le principal dessinateur de Voyage pittoresque dans le royaume des Pays-Bas, édité par Jobard de 1822 à 1825. En 1830 paraissent à Paris ses premières lithographies. L'imprimeur parisien Charles Motte imprime Album de douze petits sujets pour l'année 1830 et Étrennes pour 1831 ou Album lithographique composé de douze sujets (parution à Paris et à Londres : Twelve Subjects composed and drawn on stones by Madou of Brussels - Douze Sujets composés et dessinés sur pierre par Madou de Bruxelles. Il obtient une médaille d'or au Salon de Bruxelles pour La Physionomie de la société en Europe depuis 1400 jusqu'à nos jours.
De cette époque débute sa véritable et rapide carrière artistique qu’il déploya tant en Hollande qu’en Belgique.
Madou vit au sein d’un milieu raffiné où l’on retrouve de nombreuses sommités scientifiques, artistiques ou littéraires au cours de réunions organisées par Cécile Curtet, l’épouse de l’astronome et statisticien Adolphe Quetelet, aidée de sa fille Isaure Quetelet, femme de Paul Jean Clays en 1852. C’est parmi ce cénacle de familiers que Madou rencontre une ancienne élève de Navez et sœur utérine de Quetelet, Mélanie Lannuyer qu’il épouse à Bruxelles le 4 septembre 1833. C’est elle qui, dès 1839, l’encourage à peindre ces nombreuses toiles pleines de verve où tous les âges de la vie et conditions sociales sont reproduites. 
En 1832, le physicien et mathématicien bruxellois Joseph Plateau, professeur à l'Université de Gand et spécialiste reconnu de la persistance rétinienne, conçoit le phénakistiscope, prédécesseur du Zoetrope. Le "joujou scientifique" de Plateau permet la synthèse d'un mouvement bref à partir d'une série de dessins disposés sur un disque percé de fentes. Certains de ces disques ont été illustrés par Jean-Baptiste Madou vers 1850.
Il travaille et signe beaucoup de ses œuvres avec Hilaire-Antoine Kreins (1806-1862). 
En 1860 Alice, une de ses filles, épouse le peintre Alexandre Robert. Son fils, Adolphe, (Bruxelles, 1834-1854) est également peintre. L'aquafortiste Albert Delstanche (Bruxelles, 1870-1941) est son petit-fils.
Madou était membre de la Société des agathopèdes.
C'est au Salon de 1877, le 31 mars, en faisant au roi les honneurs de l’exposition, que Madou est frappé d’une attaque de paralysie. Le 3 avril suivant, Madou décède. Il est inhumé au cimetière de Saint-Josse-ten-Noode.

## Son style
Observateur pénétrant et dessinateur habile, Madou devait être un portraitiste remarqué mais pas sa seule spécialité. Ainsi les événements politiques de 1830 et l’état de la société de l’époque expliquent l’œuvre de Madou ; ils expliquent aussi le caractère de cet artiste : sage et prudent, bon et amusé qui a continué avec talent la tradition de la peinture de genre en Belgique.

## Œuvres

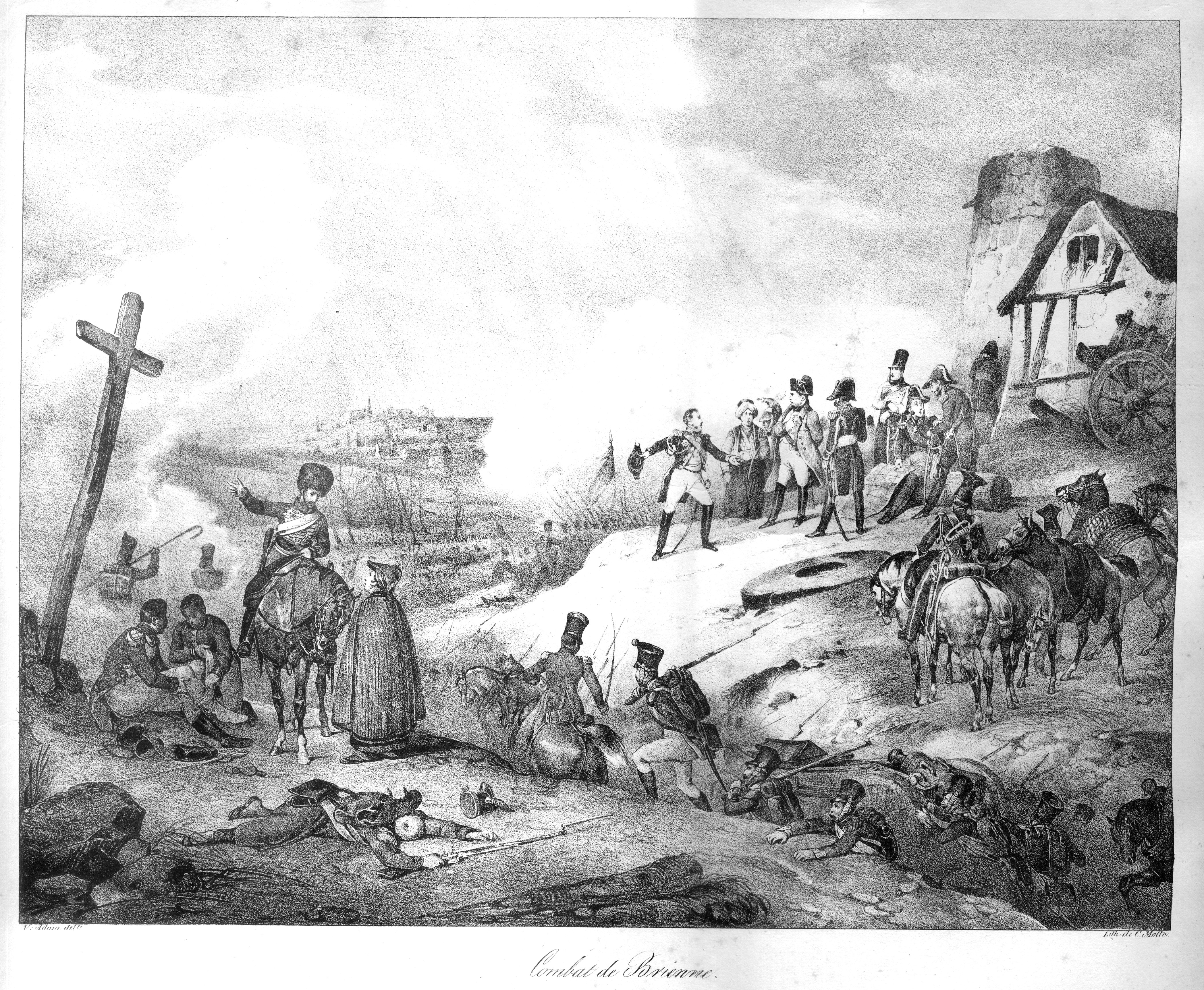
Combat de Brienne par Madou

- Le trouble-fête, 1854, Bruxelles, Musées royaux des beaux-arts de Belgique
- Les politiques au village, 1871, Bruxelles, Musées royaux des beaux-arts de Belgique

Quelques livres illustrés par Madou :
- 1825 - Jean-Joseph de Cloet, Voyage pittoresque dans le Royaume des Pays-Bas, Bruxelles, Jobard.
- 1831 - Les Environs de Bruxelles
- 1836 - La physionomie de la société en Europe depuis 1400 jusqu'à nos jours
- 1839 - Benoit, P.J., Voyage à Surinam. Description des possessions Néerlandaises dans la Guyane. Cent dessins pris sur nature. Lithographies par Madou et Lauters, Bruxelles, Société des Beaux-Arts.
- 1839 - Les Belges peints par eux-mêmes
- 1842 - Scènes de la vie des Peintres des Écoles flamandes et hollandaises

## Expositions
- Saint-Josse-ten-Noode, Musée Charlier, du 26 octobre 2011 au 16 mars 2012 : Madou à visage découvert

## Hommages
- Jean-Baptiste Madou est :
- Chevalier de l'ordre de Léopold (Belgique, 6 décembre 1839)[5].
- Officier de l'ordre de Léopold (16 décembre 1855).
- Commandeur de l'ordre de Léopold (16 novembre 1863)[6].
- Chevalier de la Légion d'honneur (18 décembre 1855)[7].
- Chevalier de l'ordre du Lion néerlandais (Pays-Bas, 31 août 1857)[7].

- En 1877, année de la mort du peintre, son nom a été donné à une place de Saint-Josse-ten-Noode (Bruxelles) à proximité de la Porte de Louvain, où il habitait dans un hôtel de maître.